# 2060
سنة 2060 م هي سنة كبيسة تبدأ يوم الخميس حسب التقويم الغريغوري

## توقعات
- 30 أبريل - من المتوقع أن يحدث كسوف الشمس في هذا اليوم.[1]